# Separated
"Separated" - singiel amerykańskiego piosenkarza Avanta z gościnnym udziałem Kelly Rowland. Piosenka pochodzi z debiutanckiego albumu My Thoughts (z 2000 roku).